# Bouquet de Riolan
Pour les articles homonymes, voir Riolan.
Le bouquet de Riolan est l'ensemble des ligaments et des tendons issus du processus styloïde de l'os temporal. Il est composé de trois roses rouges (les trois muscles) et de deux roses blanches (les deux ligaments) :
- ligament stylo-hyoïdien ;
- ligament stylo-mandibulaire ;
- tendons du muscle stylo-hyoïdien ;
- tendons du muscle stylo-pharyngien ;
- tendons du muscle stylo-glosse.